# Владан Бинић
Владан Бинић (рођен 25. јануара 1987. у Нишу) је српски фудбалер. Син је Драгише Бинића, бившег југословенског фудбалера.
У каријери је до сада наступао за Спарту Праг, Напредак Крушевац, Црвену звезду, Раднички из Ниша, Леотар и Радник из Сурдулице а такође је играо на позајмицама у Радничком 1923 и Спартак Златибор води.